# 相州家
相州家（そうしゅうけ）は、薩摩国の守護大名島津氏の分家。
島津宗家9代当主島津忠国の庶長子である島津友久よりはじまる。友久が「相模守」を称していたことからこの名がついた。相州家2代当主の島津運久は伊作氏から養嗣子として島津忠良を迎え、3代当主として、その嫡男の島津貴久は島津本宗家を継いだ。

## 歴代当主
1. 島津友久（1432-1494）…子：運久（2代）
2. 島津運久（1468-1540）…子：忠良（3代、養子、伊作善久の子）、女（島津忠将室）、女（佐多忠成室）、野間忠政（野間氏）、忠貞（後藤氏）
3. 島津忠良（1492-1568）…子：御南（高山肝付兼続室）、御隅（樺山善久室）、貴久（島津本宗家15代当主）、忠将（垂水島津家初代）、にし（種子島時尭および肝付兼盛室）、尚久（宮之城島津家初代）、花舜夫人（島津義久正室）、円信院殿（養女、種子島時尭娘、島津義久継室）